# Kléber Piot
Kléber Piot (20 oktober 1920 - 5 januari 1990) was een Frans wielrenner.

## Levensloop en carrière
Piot werd prof in 1944. Zijn grootste overwinning behaalde hij in 1946 door het Internationaal Wegcriterium te winnen. Hij behaalde in 1950 een zesde plaats in de Ronde van Frankrijk.

## Resultaten in voornaamste wedstrijden
| Jaar | Ronde van Italië | Ronde van Frankrijk | Ronde van Spanje |
| ---- | ---------------- | ------------------- | ---------------- |
| 1945 |                  |                     |                  |
| 1947 |                  | 25e                 |                  |
| 1948 |                  | 13e                 |                  |
| 1950 |                  | 6e                  |                  |

| Jaar | Milaan-San Remo | Ronde van Vlaanderen | Parijs-Roubaix |
| ---- | --------------- | -------------------- | -------------- |
| 1945 |                 |                      | ↑              |
| 1947 |                 | 7e                   | 13e            |
| 1948 |                 |                      |                |
| 1950 | 9e              |                      |                |